# Apple IIc Plus
Az Apple IIc Plus asztali számítógépet az Apple gyárotta és forgalmazta 1988 szeptembere és 1990 novembere között 26 hónapon keresztül. Az Apple IIc Plus egyike volt azoknak a számítógépeknek, amelyek az Apple nevet viselték.

## Története
A végső Apple II modell az 1988-ban bemutatott Apple IIc Plus volt. Méretében és formájában megegyezett az előtte megjelent IIc-vel, de az 5,25 hüvelykes hajlékonylemez-meghajtót 3,5 hüvelykes meghajtóra cserélték, a tápegység beköltözött a gépbe, és a processzor egy gyors, 4 MHz-es WDC 65C02 processzor volt, amely valójában gyorsabban futtatta a 8 bites Apple II szoftvert, mint az IIGS. Az eredeti Apple IIc későbbi modelljeihez hasonlóan az IIc Plus is tartalmazott egy memóriabővítő nyílást, amely akár 1MB RAM-ot tartalmazó leánykártya fogadására is alkalmas volt. Az IIc Plus új billentyűzetkiosztást is tartalmazott, amely megfelelt az IIe Platinumnak és az IIGS-nek. A IIc Plust 1990. novemberéig gyártották.

## Technikai leírás
A krémes törtfehér színű gép súlya 3,2 kg, magassága 635 mm, szélessége: 305 mm és mélysége 290 mm volt. A Apple IIc Plus számítógépet egymagos 1 vagy 4 MHz-es MOS 65C02  processzor vezérelte, az 1 MHz-en működő rendszerbusz 8-bites architektúrát szolgált ki. Külső adattárolási lehetőséget a beépített 800kB 3,5 floppy drive nyújtott. A géphez 63 (kis-és-nagybetű) gombos billentyűzet tartozott A gépet Apple ProDos 8 operációs rendszerrel és Applesoft BASIC firmware-rel szállította az Apple. A gép bemutatásakor az alapkiépítésben 128kB memóriát tartalmazott, maximálisan 115MB kezelésére volt képes a gyári specifikáció szerint, a bővítéshez 1 hely (slot) állt rendelkezésre. A gépet 32kB kapacitású ROM-mal szerelték. A számítógépnek nem volt saját kijelzője. Külső megjelenítő csatlakoztatására szolgált egy RCA és egy DB–15 csatlakozó, a külső megjelenítőn 560x192 (15 színben), 280x192 (6 színben) grafikai vagy 80x24 karakteres felbontás volt elérhető. Az Apple IIc Plus a következő csatlakozási lehetőségeket kínálta: egy belső modem csatlakozó, két mini DIN-8, egy DE-9, egy DB-19, egy RCA, egy DB-15, egy beépített hangszóró.

## A számítógép technikai adatai
A táblázat nem tartalmazza az összes műszaki paramétert. Az egyes modelleknél a bemutatáskor érvényes adatokat soroljuk fel, a későbbi frissítéseket nem.
| Gépneve bemutatva kivezetve         | Méretmagasság szélesség mélység súlySzín     | Processzortípus @órajel architektúra magok száma | Média                 | Billentyűzet                   | Operációs rendszer | Memóriaalap (max.) hely ROM | Kijelzőmérete felbontása | Grafikakimenet, képpont és szöveg felbontás  | Csatlakozókkazetta, játék, kijelző, soros, párhuzamos, hang...                                                | Bővíthetőség |
| ----------------------------------- | -------------------------------------------- | ------------------------------------------------ | --------------------- | ------------------------------ | ------------------ | --------------------------- | ------------------------ | -------------------------------------------- | --- | ------------ |
| Apple IIc Plus1988 szept. 1990 nov. | 635 mm 305 mm 290 mm 3,2 kg krémes törtfehér | MOS 65C02 @1 vagy 4 MHz, 8 bit 1 mag             | 800kB 35 floppy drive | 63 billentyű (kis-és-nagybetű) | Apple ProDos 8     | 128kB, (115MB) 1 slot 32kB  |                          | 1xRCA 1xDB–15560x192@15 280x192 @680x24 kar. | · 1x belső modem csatlakozó · 2x mini DIN-8 · 1x DE-9 · 1x DB-19 · 1x RCA · 1x DB-15 · 1x beépített hangszóró | nincs        |

## Az Apple számítógépek az időben
| Az Apple számítógépek idővonalon |
| --- |
| |
| A színek kezdete a bemutató időpontja, a forgalmazás több esetben is hónapokkal később kezdődött. Megeshet, hogy egy csík végét kitakarja egy másik csík eleje. Előfordul, hogy a gyártás befejezését követően még egy ideig forgalomban marad a gép adott verziója. Az egyes eszközök technikai paraméterei a MacTracker alkalmazásból származnak. A Macintosh XL azért szerepel a grafikonon, mert technikailag a Lisa 2 utóda, de a neve miatt a Compact Macintosh számítógépek közé szokás besorolni. |